# Artemij Vedel
Artemij Vedel eller Artem Vedel (ukrainsk: Арте́м Лук'янович (Ве́дельський) Ве́дель tr. Artem Lukjanovytj (Vedelskyj) Vedel ;  tr. Artemij Lukjanovitj Vedel ; født i 1767 i Kijev, Russiske kejserrige og døde 14. juli 1808 samme sted) var en ukrainsk komponist. Hans kirkelige korværker er en del af det centrale repertoire i ortodoks kirkemusik..